# سور حمام السباحة

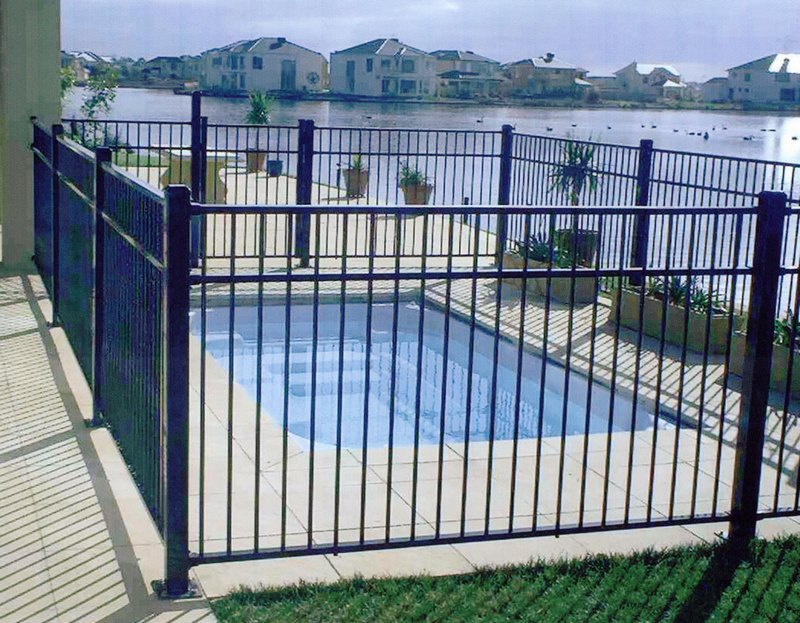
سور حمام سباحة فولاذي أنبوبي خلفي في فيكتوريا، أستراليا.

سور حمام السباحة نوع من أنواع الأسوار يوضع حول حمامات السباحة، لإنشاء حاجز يمنع الأطفال الصغار منذ الميلاد إلى سن 5 سنوات من الوصول إلى حمام السباحة، يجب أن يكون لسور حمام السباحة بوابة ذاتية الإغلاق لتتوافق مع قوانين ودساتير معظم البلدان، تم تصميم أسوار حمامات السباحة بحيث لا يستطيع الأطفال تسلقها أو المرور من خلالها، يتم تصنيعها لمقاييس صارمة لتكون قوية ودائمة ولا يمكن تسلقها، تقوم معظم الدول بتصميم وتصنيع وتركيب أسوار حمامات السباحة بإتباع إرشادات مجالس القواعد الدولي (ICC).